# Парр, Ральф Шерман
Ральф Шерман Парр (англ. Ralph Sherman Parr; 1 июля 1924, Портсмут, Виргиния — 7 декабря 2012, Нью-Браунфелс, штат Техас) — полковник ВВС США, участник Второй мировой, Корейской и Вьетнамской войн, ас Корейской войны. Единственный человек в истории американских военно-воздушных сил, награждённый одновременно крестом «За выдающиеся заслуги» и сменившим его крестом Военно-воздушных сил (вторая по старшинству награда ВВС США).

## Биография
Родился в 1924 году в Портсмуте, Виргиния. Его отец был лётчиком военно-морской авиации. В 1942 году вступил на службу в Резерв Армии США. Прошёл лётную подготовку и в 1944 году получил «крылышки» лётчика-истребителя. Участвовал в боевых действиях на Тихом океане, летая на P-38.
В 1946—1948 годах Парр состоял в резерве, затем вернулся на активную службу. В Корее он отслужил два срока. В 1950 году, в начале войны, он выполнял вылеты на F-80 «Шутинг Стар» в составе 49-го истребительно-бомбардировочного крыла; до Кореи он освоил более новый F-86 «Сейбр», но в первые месяцы войны «Сейбры» не применялись. Примечательно, что до этого он никогда не летал на F-80. Во второй раз Парр попал в Корею в 1953 году, когда война уже заканчивалась. Теперь он летал на F-86 в составе 4-го крыла истребителей-перехватчиков и отличился, одержав за семь недель в 47 боевых вылетах 10 воздушных побед, причём асом (5 побед) он стал после первых 11 вылетов. За воздушный бой 30 июня 1953 года, в котором Парр одержал две победы и спас от сбития командира крыла, он был награждён крестом «За выдающиеся заслуги» (на тот момент это была вторая по старшинству награда ВВС США).
Свою последнюю и наиболее противоречивую победу Парр одержал в заключительный день войны 27 июля. Над территорией Китая в районе города Хуадянь он в составе группы перехватил и сбил транспортный самолёт Ил-12 ВВС СССР, перевозивший военнослужащих ВВС Тихоокеанского флота по маршруту Порт-Артур—Владивосток. На борту самолёта погиб 21 человек. В историю ВВС США эта воздушная победа вошла как последняя победа в Корейской войне. Советский Союз предъявил США судебный иск на сумму в 1 млн 860 тыс. долларов, но американская сторона отклонила его, утверждая, что советский самолёт был сбит на территорией КНДР (хотя обломки и тела погибших найдены в месте падения на территории КНР в 110 километрах от границы).
После войны Парр занимал различные административные и командные должности, служил в американской советнической миссии в Нидерландах. В начале 1960-х он освоил только что поступивший на вооружение истребитель-бомбардировщик F-4C «Фантом» II и стал одним из первых лётчиков-инструкторов на самолётах этого типа. На Вьетнамской войне он провёл два срока, будучи сначала оперативным офицером, а затем командиром 12-го тактического истребительного крыла. 16 марта 1968 года во время осады Кхесани Парр, осуществляя прикрытие военно-транспортного самолёта, в одном вылете уничтожил две миномётные и шесть пулемётных позиций вьетконговцев (семь из восьми боевых заходов он выполнил на повреждённом самолёте). За этот подвиг он был награждён Крестом Военно-воздушных сил, второй по старшинству наградой, хотя командование морской пехоты предлагало представить его к высшей награде — Медали Почёта. После Вьетнама он занимал различные штабные должности, был начальником штаба советнической миссии в Иране. Его военная карьера закончилась неудачно: в 1976 году, инспектируя пострадавшую от урагана авиабазу Эглин, он получил серьёзную травму и ушёл в отставку в звании полковника.
В 2001 году Парр участвовал во встрече с бывшими советскими пилотами, воевавшими в Корее. На этой встрече он заявил: «Пилоты обеих сторон очень уважают друг друга. Между ними нет враждебности».

## Награды
За три десятилетия службы в ВВС США Ральф Парр налетал, по разным источникам, 6000—7000 часов на истребителях, участвовал в трёх войнах, совершил более 600 боевых вылетов, одержал 10 воздушных побед.
- крест «За выдающиеся заслуги»
- крест Военно-воздушных сил
- Серебряная звезда
- Бронзовая звезда
- орден «Легион Почёта» (3)
- крест лётных заслуг (10)
- Воздушная медаль (около 40)